# Caledonula
Caledonula is een geslacht van rechtvleugeligen uit de familie veldsprinkhanen (Acrididae). De wetenschappelijke naam van dit geslacht is voor het eerst geldig gepubliceerd in 1939 door Uvarov.

## Soorten
Het geslacht Caledonula  is monotypisch en omvat slechts de volgende soort:
- Caledonula fuscovittata (Willemse, 1923)